# Paco Castagna
Paco Castagna, właśc. Michele Paco Castagna (ur. 4 marca 1994 w Arzignano) – włoski żużlowiec.

## Życiorys

### Kariera sportowa
Dwunastokrotny medalista indywidualnych mistrzostw Włoch: trzykrotnie złoty (2018, 2022, 2024), ośmiokrotnie srebrny (2014, 2015, 2016, 2017, 2019, 2020, 2021, 2023) oraz brązowy (2013). Oprócz tego trzykrotny medalista młodzieżowych mistrzostw Włoch (złoty – 2011, 2012; srebrny – 2010) oraz brązowy medalista mistrzostw Włoch par (2011).
Reprezentant Włoch na arenie międzynarodowej. Dwukrotny uczestnik finałów indywidualnych mistrzostw świata juniorów (2012, 2013 – w obu przypadkach udział w pojedynczych turniejach finałowych jako zawodnik z "dziką kartą"). Wielokrotny uczestnik eliminacji drużynowego Pucharu Świata. Finalista indywidualnych mistrzostw Europy juniorów (Rybnik 2014 – XIII miejsce). Brązowy medalista mistrzostw Europy par (Brovst 2018).
W lidze brytyjskiej reprezentant klubów Sheffield Tigers (2015), Ipswich Witches (2016) oraz Birmingham Brummies (2019).

### Życie prywatne
Syn Armando Castagni, również żużlowca.